# Typ 2 Ka-mi
Typ 2 Ka-mi byl japonský plovoucí tank z období druhé světové války. Vycházel z konstrukce tanku Typ 95 Ha-Go, který byl prakticky osazen dvěma pontony. Byl užíván při výsadkových operacích. Od roku 1943 bylo vyrobeno 184 kusů.